# Tadeusz Kraus
Tadeusz Kraus, noto anche come Tadeáš Kraus (Třinec, 22 ottobre 1932 – 31 ottobre 2018), è stato un calciatore e allenatore di calcio cecoslovacco, di ruolo attaccante.
Vanta 237 presenze e 69 marcature in I. liga.

## Statistiche d'allenatore
In grassetto le competizioni vinte.
| Stagione                | Squadra                 | Campionato              | Campionato | Campionato | Campionato | Campionato | Coppe nazionali | Coppe nazionali | Coppe nazionali | Coppe nazionali | Coppe nazionali | Coppe continentali | Coppe continentali | Coppe continentali | Coppe continentali | Coppe continentali | Altre coppe | Altre coppe | Altre coppe | Altre coppe | Altre coppe | Totale | Totale | Totale | Totale | Vittorie % | Piazzamento |
| Stagione                | Squadra                 | Comp                    | G          | V          | N          | P          | Comp            | G               | V               | N               | P               | Comp               | G                  | V                  | N                  | P                  | Comp        | G           | V           | N           | P           | G      | V      | N      | P      | %          | Piazzamento |
| ----------------------- | ----------------------- | ----------------------- | ---------- | ---------- | ---------- | ---------- | --------------- | --------------- | --------------- | --------------- | --------------- | ------------------ | ------------------ | ------------------ | ------------------ | ------------------ | ----------- | ----------- | ----------- | ----------- | ----------- | ------ | ------ | ------ | ------ | ---------- | ----------- |
| 1971-1972               | Sparta ČKD Praga        | IL                      | 22         | ?          | ?          | ?          | CS              | 4+              | 2+              | 1+              | 1+              | -                  | -                  | -                  | -                  | -                  | -           | -           | -           | -           | -           | 0      | 0      | 0      | 0      | —          | 6º          |
| 1972-1973               | Sparta ČKD Praga        | IL                      | 30         | 10         | 8          | 12         | -               | -               | -               | -               | -               | CdC                | 8                  | 3                  | 0                  | 5                  | -           | -           | -           | -           | -           | 38     | 13     | 8      | 17     | 34,21      | 11º         |
| 1973-1974               | Sparta ČKD Praga        | IL                      | 30         | 11         | 7          | 12         | CS              | 2+              | 0+              | 1+              | 1+              | -                  | -                  | -                  | -                  | -                  | -           | -           | -           | -           | -           | 32     | 11     | 8      | 13     | 34,38      | 8º          |
| Totale Sparta ČKD Praga | Totale Sparta ČKD Praga | Totale Sparta ČKD Praga | 82         | 21+        | 15+        | 24+        |                 | 6+              | 2+              | 2+              | 2+              |                    | 8                  | 3                  | 0                  | 5                  |             | -           | -           | -           | -           | 96     | 26     | 17     | 31     | 27,08      |             |
| 1974-1975               | Jablonec                | IL                      | 30         | 12         | 4          | 14         | -               | -               | -               | -               | -               | -                  | -                  | -                  | -                  | -                  | -           | -           | -           | -           | -           | 30     | 12     | 4      | 14     | 40,00      | 11º         |
| 1975-1976               | Jablonec                | IL                      | 21         | ?          | ?          | ?          | -               | -               | -               | -               | -               | -                  | -                  | -                  | -                  | -                  | -           | -           | -           | -           | -           | 0      | 0      | 0      | 0      | —          | Esonerato   |
| Totale LIAZ Jablonec    | Totale LIAZ Jablonec    | Totale LIAZ Jablonec    | 51         | 12+        | 4+         | 14+        |                 | ?               | ?               | ?               | ?               |                    | -                  | -                  | -                  | -                  |             | -           | -           | -           | -           | 51     | 12     | 4      | 14     | 23,53      |             |
| 1976-1977               | Arīs Limassol           | AK                      | 30         | 16         | 4          | 10         | KK              | 2               | 1               | 0               | 1               | -                  | -                  | -                  | -                  | -                  | -           | -           | -           | -           | -           | 32     | 17     | 5      | 10     | 53,13      | 4º          |
| 1977-1978               | Arīs Limassol           | AK                      | 30         | 10         | 11         | 9          | KK              | 2               | 0               | 0               | 2               | -                  | -                  | -                  | -                  | -                  | -           | -           | -           | -           | -           | 32     | 10     | 11     | 11     | 31,25      | 11º         |
| 1978-1979               | Arīs Limassol           | AK                      | 30         | 12         | 8          | 10         | KK              | 4               | 3               | 0               | 1               | -                  | -                  | -                  | -                  | -                  | -           | -           | -           | -           | -           | 34     | 15     | 8      | 11     | 44,12      | 4º          |
| 1979-1980               | Arīs Limassol           | AK                      | 28         | 9          | 8          | 11         | KK              | 2               | 1               | 0               | 1               | -                  | -                  | -                  | -                  | -                  | -           | -           | -           | -           | -           | 30     | 10     | 8      | 12     | 33,33      | 8º          |
| 1983-1984               | Arīs Limassol           | AK                      | 26         | 5          | 12         | 9          | KK              | 4               | 3               | 0               | 1               | -                  | -                  | -                  | -                  | -                  | -           | -           | -           | -           | -           | 30     | 8      | 12     | 9      | 26,67      | 10º         |
| 1984-1985               | Arīs Limassol           | AK                      | 26         | 6          | 12         | 8          | KK              | 2               | 1               | 0               | 1               | -                  | -                  | -                  | -                  | -                  | -           | -           | -           | -           | -           | 28     | 7      | 12     | 9      | 25,00      | 12º         |
| Totale Aris Limassol    | Totale Aris Limassol    | Totale Aris Limassol    | 170        | 58         | 55         | 57         |                 | 16              | 9               | 0               | 7               |                    | -                  | -                  | -                  | -                  |             | -           | -           | -           | -           | 186    | 67     | 55     | 64     | 36,02      |             |
| Totale carriera         | Totale carriera         | Totale carriera         | 303        | 91+        | 74+        | 95+        |                 | 22+             | 11+             | 2+              | 9+              |                    | 8                  | 3                  | 0                  | 5                  |             | -           | -           | -           | -           | 333    | 105    | 76     | 109    | 31,53      |             |

## Palmarès

### Giocatore

#### Competizioni nazionali
- Campionato cecoslovacco: 1

Sparta Praga: 1964-1965
- Coppa di Cecoslovacchia: 1

Sparta Praga: 1963-1964

#### Competizioni internazionali
- Coppa Mitropa: 1

Spartak Sokolovo Praha: 1964

### Allenatore

#### Competizioni nazionali
- Coppa di Cecoslovacchia: 1

Sparta Praga: 1971-1972